# Campeonato Africano de Atletismo de 2010 - 3000 m com obstáculos masculino
A prova dos 3000 metros com obstáculos masculino do Campeonato Africano de Atletismo de 2010 foi disputada no dia 30 de julho de 2010 em Nairóbi,  no Quênia. 

## Recordes
Antes desta competição, os recordes mundiais e do campeonato nesta prova eram os seguintes:
|                       | Nome                | Nacionalidade | Tempo     | Local    | Data                  |
| --------------------- | ------------------- | ------------- | --------- | -------- | --------------------- |
| Recorde mundial       | Saif Saaeed Shaheen | Catar         | 7m 53s 63 | Bruxelas | 3 de setembro de 2004 |
| Recorde do campeonato | Paul Kipsiele Koech | Quênia        | 8m 11s 03 | Bambous  | 11 de agosto de 2006  |
| Recorde africano      | Brahim Boulami      | Marrocos      | 7m 55s 28 | Bruxelas | 24 de agosto de 2001  |

## Medalhistas
| Ouro                    | Prata                | Bronze          |
| Richard Mateelong (KEN) | Ezekiel Kemboi (KEN) | Roba Gari (ETH) |

## Cronograma
Todos os horários são locais (UTC+3).
| Data        | Hora  | Evento |
| ----------- | ----- | ------ |
| 30 de julho | 15:50 | Final  |

## Resultado final
| Posição           | Atleta                | Nacionalidade | Tempo   | Notas |
| ----------------- | --------------------- | ------------- | ------- | ----- |
| Medalha de ouro   | Richard Mateelong     | Quênia        | 8:23.54 |       |
| Medalha de prata  | Ezekiel Kemboi        | Quênia        | 8:26.13 |       |
| Medalha de bronze | Roba Gari             | Etiópia       | 8:27.15 |       |
| 4                 | Nahom Mesfen          | Etiópia       | 8:30.25 |       |
| 5                 | Benjamin Kiplagat     | Uganda        | 8:32.03 |       |
| 6                 | Abraham Cherono       | Quênia        | 8:35.92 |       |
| 7                 | Ben Siwa              | Uganda        | 8:39.43 |       |
| 8                 | Simon Ayeko           | Uganda        | 8:47.90 |       |
| 9                 | Legease Lamisso       | Etiópia       | 8:48.06 |       |
| 10                | Ezechiel Nizigiyimana | Burundi       | 9:08.30 |       |
| 98 !              | Edwin Molepo          | África do Sul | DSQ     |       |
| 99 !              | Gervais Hakizimana    | Ruanda        | DNS     |       |

Legenda
| Recorde mundial       | Recorde mundial (World record)               |                       | Recorde africano                      | Recorde africano (African) |                                           | Q | Classificado por posição (Qualified) |
| Recorde do campeonato | Recorde do campeonato (Championship record)  | Recorde da América    | Recorde da América (Americas)         | q                          | Classificado por melhor tempo (Qualified) |   |                                      |
| Melhor marca do ano   | Melhor marca do ano (World leading)          | Recorde asiático      | Recorde asiático (Asian)              | DNS                        | Não largou (Did not start)                |   |                                      |
| Recorde nacional      | Recorde nacional (National record)           | Recorde europeu       | Recorde europeu (European)            | DNF                        | Não terminou (Did not finish)             |   |                                      |
| Recorde pessoal       | Recorde pessoal do atleta (Personal best)    | Recorde da Oceania    | Recorde da Oceania (Oceania)          | DSQ / DQ                   | Desclassificado (Disqualified)            |   |                                      |
| Recorde da temporada  | Recorde da temporada do atleta (Season best) | Recorde sul-americano | Recorde sul-americano (South America) | NM                         | Sem marca (No mark)                       |   |                                      |